# Teleutias reconditus
Teleutias reconditus är en insektsart som beskrevs av Max Beier 1960. Teleutias reconditus ingår i släktet Teleutias och familjen vårtbitare. Inga underarter finns listade i Catalogue of Life.